# Kloster San Michele della Verruca
Das Kloster San Michele alla Verruca war eine Benediktiner-, dann Vallombrosaner- und schließlich Zisterziensermönchsabtei in der Toskana, Italien. Es lag 12 km von Pisa in der gleichnamigen Provinz auf dem Hügel Verruca im Monte Pisano, in 440 m Meereshöhe.

## Geschichte
Das erstmals 861 erwähnte Kloster war ursprünglich eine Benediktinergründung, ging dann auf die Vallombrosaner über und kam 1263 als Tochterkloster der Abtei San Galgano, die auch einen Konvent entsandte, an die Zisterzienser. Damit gehörte es der Filiation der Primarabtei Clairvaux an. Das Kloster erwarb schon vor dem Einzug der Zisterzienser in Pisa die Kirche San Nicola mit einem angeschlossenen Hospiz, die es aber 1296 an die Augustiner abgab, und dafür die Kirche Sant’Ermete in der östlichen Vorstadt von Pisa, die „dell’Orticaia“ genannt wurde. 1432 wurde das Kloster völlig zerstört. Gegen Ende des 14. Jahrhunderts wurde das Kloster Santa Maria di Mirteto inkorporiert, das sich nicht mehr selbst erhalten konnte. Die Äbte von Kloster Verruca lebten zu dieser Zeit schon in Sant’Ermete. 1471 erwarb das Kloster das von San Benedetto di Portonorio. Jedoch dürfte Kloster Verruca noch im 15. Jahrhundert eingegangen sein, den bei der Gründung der italienischen Zisterzienserkongregation 1497 scheint es nicht mehr auf.

## Anlage und Bauten
Ein Foto der Ausgrabungen aus dem Jahr 1998 lässt den Grundriss des Klosters grob erkennen. Danach lag die Klausur rechts von der Kirche, die unregelmäßig zur Klausur lag.